# Ack, vi äro alla Adams barn
Ack, vi äro alla Adams barn är en kristen psalm. Texten är skriven av Frans Michael Franzén.
|  |
|  |

## Publicerad i
- 1819 års psalmbok, som nummer 44 under rubriken "Skapelsen och försynen: De förnämsta skapade varelserna: - Människan: Människans fall".